# فريك توني
فريك توني (بالهولندية: Freek Thoone)‏ (29 يونيو 1985 في هولندا - ) هو لاعب كرة قدم هولندي في مركز الهجوم. لعب مع  وAchilles '29 ‏ وSV Venray ‏.

## روابط خارجية
- فريك توني على موقع قاعدة بيانات كرة القدم.إي يو (الإنجليزية)
- فريك توني على موقع عالم كرة القدم.نت (الإنجليزية)